# Sovětský svaz na Zimních olympijských hrách 1964
Sovětský svaz na Zimních olympijských hrách 1964 reprezentovalo 69 sportovců (53 mužů a 16 žen) v 8 sportech.

## Medailisté
| Medaile | Jméno | Sport              | Disciplína             |
| ------- | --- | ------------------ | ---------------------- |
| Zlato   | Vladimir Melanin | Biatlon            | Muži 20 km             |
| Zlato   | Klavdija Bojarskichová | Běh na lyžích      | Ženy 5 km              |
| Zlato   | Klavdija Bojarskichová | Běh na lyžích      | Ženy 10 km             |
| Zlato   | Alevtina Kolčinová Jevdokija Mekšilová Klavdija Bojarskichová | Běh na lyžích      | Ženy štafeta 3 x 5 km  |
| Zlato   | Ljudmila Bělousovová Oleg Protopopov | Krasobruslení      | Sportovní dvojice      |
| Zlato   | Viktor Konovalenko Boris Zajcev Vitalij Davydov Eduard Ivanov Alexandr Ragulin Oleg Zajcev Viktor Kuzkin Vjačeslav Staršinov Boris Majorov Viktor Jakušev Konstantin Loktěv Veniamin Alexandrov Anatolij Firsov Alexandr Almetov Leonid Volkov Stanislav Peťjuchov Jevgenij Majorov | Lední hokej        | Turnaj mužů            |
| Zlato   | Ants Antson | Rychlobruslení     | Muži 1 500 m           |
| Zlato   | Lidija Skoblikovová | Rychlobruslení     | Ženy 500 m             |
| Zlato   | Lidija Skoblikovová | Rychlobruslení     | Ženy 1 000 m           |
| Zlato   | Lidija Skoblikovová | Rychlobruslení     | Ženy 1 500 m           |
| Zlato   | Lidija Skoblikovová | Rychlobruslení     | Ženy 3 000 m           |
| Stříbro | Alexandr Privalov | Biatlon            | Muži 20 km             |
| Stříbro | Jevdokija Mekšilová | Běh na lyžích      | Ženy 10 km             |
| Stříbro | Nikolaj Kiseljov | Severská kombinace | Muži jednotlivci       |
| Stříbro | Vladimir Orlov | Rychlobruslení     | Muži 500 m             |
| Stříbro | Jevgenij Grišin | Rychlobruslení     | Muži 500 m             |
| Stříbro | Irina Jegorovová | Rychlobruslení     | Ženy 500 m             |
| Stříbro | Irina Jegorovová | Rychlobruslení     | Ženy 1 000 m           |
| Stříbro | Valentina Steninová | Rychlobruslení     | Ženy 3 000 m           |
| Bronz   | Igor Vorončichin | Běh na lyžích      | Muži 30 km             |
| Bronz   | Ivan Utrobin Gennadij Vaganov Igor Vorončichin Pavel Kolčin | Běh na lyžích      | Muži štafeta 4 x 10 km |
| Bronz   | Alevtina Kolčinová | Běh na lyžích      | Ženy 5 km              |
| Bronz   | Marija Gusakovová | Běh na lyžích      | Ženy 10 km             |
| Bronz   | Taťjana Sidorovová | Rychlobruslení     | Ženy 500 m             |
| Bronz   | Berta Kolokolcevová | Rychlobruslení     | Ženy 1 500 m           |